# The Players Association
The Players Association was een Amerikaanse studioband uit New York, samengesteld door drummer/arrangeur Chris Hills en producent Danny Weiss in 1977.

## Bezetting
- Bob Berg[2] (tenorsaxofoon)
- Bob Mover[3] (zang, saxofoon)
- Chris Hills[4] (zang, drums, keyboards)
- Danny Weiss[5]
- David Earle Johnson[6] (percussie)
- David Sanborn (altsaxofoon)
- Herb Bushler[7] (basgitaar)
- James Mtume[8]
- Joe Farrell[9] (saxofoon, fluit)

- Jon Faddis[10] (trompet)
- Karl Ratzer[11] (gitaar)
- Michael Brecker (saxofoon)
- Mike Mandel[12] (keyboards)
- Pat Rebillot (keyboards)
- Ray Mantilla (drums, percussie)
- Steve Khan (gitaar)
- Tom Harrell (trompet)
- Wilbur Bascomb (basgitaar)

## Geschiedenis
Opnamen van The Players Association brachten toonaangevende jazz sessiemuzikanten voort als Joe Farrell, David Sanborn, James Mtume, Mike Mandel en Lorraine Moore.  Alhoewel ze sommige eigen songs schreven, lag de focus voornamelijk bij covers. Hun twee grootste hits waren Disco Inferno (cover van The Trammps) en hun eigen compositie Turn the Music Up!. Beide nummers werden opgenomen bij Vanguard Records en uitgegeven in het Verenigd Koninkrijk als 12" singles, die de band qua populariteit een duwtje in de rug gaven op de dansvloeren rondom het Verenigd Koninkrijk.
Disco Inferno was een underground clubhit in de Verenigde Staten en het Verenigd Koninkrijk, vooral bekend door de doordringende solo's van de trompettisten Jon Faddis, Michael Brecker en tenor- en altsaxofonist David Sanborn. De band was populairder in het Verenigd Koninkrijk, waar ze drie hitsingles hadden, inclusief de discohit Turn the Music Up! (#8, 9 weken), uitgebracht in maart 1979 in het Verenigd Koninkrijk. Ze brachten ook een hitalbum uit, dat ook tot een Britse tournee leidde. Hun andere bescheiden hitsingles waren Ride the Groove (#42, mei 1979) en We Got the Groove (# 61, februari 1980). Na het uitbrengen van vijf albums tussen 1977 en 1981, werd de band ontbonden.

## Discografie

### Singles
- 1977: Love Hangover / Let's Groove / I Like It
- 1979: Disco Inferno
- 1979: Turn The Music Up!
- 1979: Ride the Groove
- 1980: We Got the Groove
- 1980: The Get-Down Mellow Sound

### Albums
- 1977: The Players Association
- 1977: Born to Dance
- 1978: Turn the Music Up!
- 1980: We Got the Groove
- 1981: Let Your Body Go

### Hitlijsten
| Single met eventuele hitnotering(en) in de Nederlandse Top 40 | Datum van verschijnen | Datum van binnenkomst | Hoogste positie | Aantal weken | Opmerkingen |
| ------------------------------------------------------------- | --------------------- | --------------------- | --------------- | ------------ | ----------- |
| Turn the Music Up!                                            | 1979                  | 28-04-1979            | 21              | 4            |             |